# Great American Music Hall
Great American Music Hall (с англ. — «Большой американский мюзик-холл») — концертный зал в Сан-Франциско, штат Калифорния. Он расположен на О’Фаррелл-стрит в районе Тендерлойн в том же квартале, что и театр братьев Митчелл О’Фаррелл. Он известен своими декоративными балконами, колоннами и фресками, а также своей историей уникальных развлечений, которая включала в себя бурлеск, танцы, а также концерты джаза, народной музыки и рок-н-ролла. Вместимость зала составляет 470 человек.

## История
Зал был основан в 1907 году в период перестройки, последовавшей за землетрясением 1906 года. Его интерьер был разработан французским архитектором. Первоначально он назывался Blanco’s, в честь печально известного публичного дома на побережье Берберии.
В 1936 году Салли Рэнд, известная своими выступлениями с танцами с веерами и танцами с пузырями, приобрела здание в собственность и назвала её Music Box. Он закрылся с окончанием Второй мировой войны, вновь открылся в 1948 году как джаз-клуб, который повторно использовал название Blanco’s, а в 1950-х годах здание использовалось членами Loyal Order of Moose. Заведение пришло в длительный упадок, что едва не привело к сносу.
В 1972 году зал был приобретен Томом Брэдшоу. Недавно отремонтированное и покрашенное здание было переименовано в Great American Music Hall. В 1973—1974 годах группа Стюарта Литтла стала GAMH House Band и выступала на разогреве у многих хедлайнеров GAMH: Кола Чейдера, Сары Вон, Кармен Макрей, Марселя Марсо, Стэна Гетца, Монго Сантамарии, Диззи Гиллеспи, пианиста Билла Эванса, Мерла Сондерса, Джо Пасса, Клео Лэйн, Херби Мэнна, Бадди Рича, The Tubes и т. д. В 1974 году там дебютировал новый состав Journey, также Джерри Гарсия из Grateful Dead дебютировал и записал концертный альбом с Legion of Mary, его рок-группой под влиянием джаза в 1974 году. В 1982 году Робин Уильямс снял там свой специальный выпуск HBO «Вечер с Робином Уильямсом». В начале 90-х радиостанция KKSF 103,7FM провела несколько крупных концертов «Музыка без границ», на которых выступали Opafire, а также другие современные джазовые группы. В мае 2000 года, во время пузыря доткомов, заведение было приобретено за семизначную сумму музыкальным сайтом Riffage.com, и перешло к Diablo Management Group, когда Riffage.com прекратил свою деятельность в декабре 2000 года. В 2013 году Great American Music Hall был назван шестым лучшим рок-клубом Америки по результатам опроса артистов и менеджеров журнала Rolling Stone.